# جاه شكري
جاه شكري (بالفارسية: چاه شكرى) (بالإنجليزية: Chah-e Shakari)‏، قرية في قسم بنارويه الريفي، ناحية بنارويه، مقاطعة لارستان، محافظة فارس، إيران. يبلغ عدد سكانها حسب إحصاء عام 2006 ميلادية 13 نسمة في 6 عائلات.